# Martainville, Eure
Martainville là một xã thuộc tỉnh Eure trong vùng Normandie miền bắc nước Pháp.